# Koach la’Owdim
Koach laʿOvdim (hebräisch כּוֹחַ לָעוֹבְדִים Kraft den Arbeitern) ist ein israelischer Gewerkschaftsbund, der am 1. Mai 2007 gegründet wurde und verschiedenen Arbeiterverbänden eine gemeinsame Plattform und auch Hilfe bei der Organisation anbietet. Im Juli 2012 waren durch Koach la'Ovdim rund 12.000 Arbeiter vertreten.

## Organisation
Koach laʿOvdim ist ein demokratisch organisierter Gewerkschaftsbund. Dessen wichtigsten Entscheidungen sind:
- Beginn eines Streikes
- Beendigung eines Streikes
- Abschließen eines Abkommens

Weitere wichtige Entscheidungen werden ausschließlich durch die gesamte vertretene Arbeiterschaft getroffen. 
In die Vertreterversammlung wird für jeweils 50 Arbeitnehmer ein Vertreter delegiert. Die Vertreterversammlung wählt das „Organisationskomitee“ (die „Exekutive“), dem 10 Mitglieder der Vertreterversammlung angehören.

## Geschichte
- Nach einem Streik von 50 Tagen der Dozenten der Open University of Israel unterschrieben die beiden Seiten im April 2009 einen für diese Universität erstmaligen Tarifvertrag.
- Nach einem Streik von sechs Monaten der Chemiefabrik Haifa Chemicals unterschrieben die beiden Seiten einen Tarifvertrag, der die Bedingungen für die Arbeitnehmer erheblich verbessert.[1]
- Nachdem die Vertreter der Eisenbahner von der Histadrut abgesetzt wurden, wechselten zu Beginn des Juli 2012 mehr als 1.200 Eisenbahner ihre Mitgliedschaft von der Histadrut zu Koach laʿOvdim. Koach laʿOvdim beantragte daraufhin, die Eisenbahnarbeiter in Tarifverhandlungen an Stelle der Histadrut zu vertreten, was vom nationalen Arbeitsgericht am 15. Juli aber zurückgewiesen wurde.[2]